# Gueraldona Carlino
Gueraldona Carlino (Napoli, XIV secolo – XV secolo) è stata una nobile italiana, amante del Re del Regno di Napoli Alfonso V d'Aragona.

## Biografia
Diede al sovrano tre figli:
- Ferdinando (1424-1494), successore del padre come Re di Napoli dal 1458 al 1494, fu partorito mentre Gueraldona si trovava in Spagna, dopo avervi accompagnato Alfonso V nel dicembre 1423[3];
- Maria (1425-1449), sposò nel 1444 il marchese di Ferrara Leonello d'Este, figlio di Niccolò III d'Este;
- Eleonora, sposò nel 1444 il principe di Rossano e duca di Sessa Marino Marzano.

Gueraldona sposò Gaspar Reverdit di Barcellona.